# Navigazione astronomica

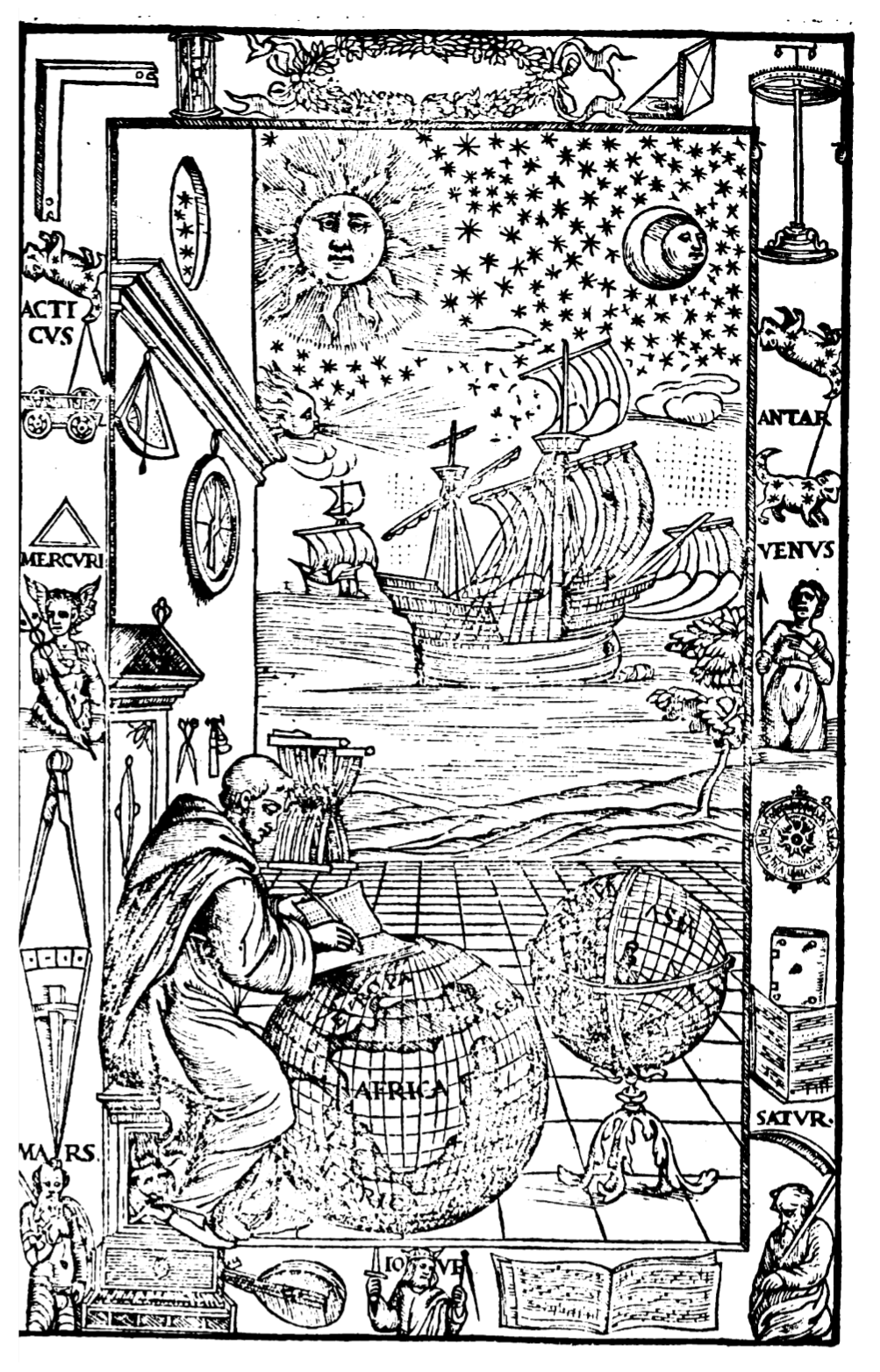
Illustrazione da una traduzione italiana del trattato di Giovanni Sacrobosco De Sphaera Mundi (1537)

La navigazione astronomica è un tipo di navigazione effettuata con l'ausilio degli astri visibili (stelle, pianeti, sole e luna).
Essa è fra le più antiche tecniche di orientamento della navigazione e rappresenta il metodo più affidabile tra quanti a tutt'oggi in uso anche alla presenza delle metodologie satellitari, esempi di popoli provetti di questa tecnica primordiale sono i polinesiani e i Chukchi della Siberia.
Questa tecnica è completamente autonoma, non ha nessun bisogno di supporti tecnologici provenienti dalla terraferma o dallo spazio. Essa offre il modo di individuare la posizione in mare (ovvero il "punto nave") che rimane a tutti gli effetti l'elemento indispensabile per la corretta e sicura gestione della navigazione. Questo tipo di tecnica si rende indispensabile nelle navigazioni oceaniche e/o d'altura ovvero quando, non in presenza di metodologie alternative, in lontananza di costa mancano i riferimenti ottici quali fari, fanali o segnali e punti cospicui di terra per poter in modo sicuro condurre la navigazione.

## Storia
Già in età classica la navigazione fu favorita dalle conoscenze astronomiche che si erano diffuse nel bacino del Mediterraneo a partire dall'Oriente e dalla Mesopotamia o terra fra due fiumi.

## Metodi
La posizione della nave viene determinata effettuando dei calcoli che tengono conto dell'altezza sull'orizzonte di astri noti "cogniti", i cui elementi astronomici sono ricavabili dalle effemeridi nautiche e del tempo UTC relativo all'istante dell'osservazione. La misurazione dell'altezza viene effettuata con uno strumento apposito e idoneo quale è il sestante. Il sestante serve anche a misurare la distanza tra gli astri. Il tempo locale è ricavato dal passaggio del sole al meridiano. Mentre la latitudine è relativamente semplice da determinare, osservando p.es. l'altezza della stella polare, o osservando l'altezza del sole al momento della culminazione, nell'attimo del passaggio al meridiano; la longitudine, se pur Amerigo Vespucci ed altri grandi navigatori avessero dato prova che tale elemento si potesse ottenere con il "Metodo delle distanze lunari", la scoperta di metodi alternativi tardò a venire rimanendo un problema irrisolto fino metà del XVIII secolo.

### Metodi storici per la determinazione della longitudine
Il più sicuro e antico dei metodi per la determinazione della longitudine fu quello conosciuto come il «metodo delle distanze lunari». Con l'ausilio di questo metodo già Amerigo Vespucci nel corso di uno dei suoi viaggi, navigando nei mari del nuovo mondo, riuscì, con inattesa esattezza a determinare la longitudine di luoghi sulla costa caraibica del Venezuela.

### Calcolo astronomico del punto nave attualmente in uso
Le operazioni da compiere per poter giungere alla determinazione del punto nave fanno parte di una pratica complessa:
- fase di preparazione:
  - calcolo dell'ora di inizio e dell'ora di fine del crepuscolo nautico, mattutino o serotino.
  - calcolo dell'ora alla quale si vuole determinare il punto nave astronomico
  - in base a questa ora, determinazione le coordinate geografiche latitudine e longitudine di un punto stimato, che verranno utilizzate nelle fasi successive;
  - approntamento del "calepino di osservazione" ovvero l'elenco delle stelle che si ritiene voler osservare in base alla loro altezza ed azimut ed ordinate in base alla loro luminosità, (nota bene: di mattina, per le ovvie ragioni dipendenti dall'aumentare del tenore di luce nel corso dell'osservazione degli astri, si osserveranno prima le stelle meno brillanti; di sera per la condizione inversa si osserveranno prima le stelle più brillanti).
- fase di osservazione:
  - misurazione dell'altezza strumentale degli astri;
  - registrazione dei tempi UTC degli istanti delle osservazioni;
  - correzione delle altezze trasformandole da altezze lette o strumentali in altezze vere;
  - calcolo con metodi diretti o programmi informatici o calcolatrici scientifiche o con tavole a soluzione diretta o con lo sviluppo della formula del "Sen h" facendo uso delle tavole dei logaritmi dello I.I.M.M. (Istituto Idrografico della Marina)
  - ottenute le altezze calcolate "hs" o "hc", si passa alla determinazione delle differenze di altezza "Dh" e degli azimut delle quattro stelle al momento delle osservazioni;
- fase ultima, costruzione del grafico :
  - sulla base delle "Dh" e degli azimut si potrà costruire un grafico che permetterà di determinare le coordinate geografiche del "punto nave".